# Col de Beixalís
Le col de Beixalís (en catalan : collada de Beixalís) est un col de montagne de la chaîne des Pyrénées situé en Andorre à une altitude de 1 795 m.

## Toponymie
Pour le linguiste catalan Joan Coromines, Beixalís est un toponyme d'origine pré-romane bascoïde, qu'il fait dériver de baso ou beso signifiant « boisé » en concordance avec l'aspect actuel du site,. Il rapproche de ce fait le Beixalís de Bixessarri, autre toponyme andorran construit sur cette racine. La terminaison -lís est quant à elle fréquemment retrouvée dans les noms pyrénéens pré-romans,.

## Géographie
Le col de Beixalís permet de relier la ville d'Encamp au village d'Anyós et donc la paroisse d'Encamp à celle de La Massana. Il connecte ainsi les vallées de la Valira d'Orient et de la Valira del Nord tout comme son homologue, le col d'Ordino situé quelques kilomètres en amont des deux vallées.
Ce col fait partie des routes CS-210 et CS-310. Ces deux routes sont en continuité mais portent des noms différents en raison du changement de paroisse.

## Cyclisme

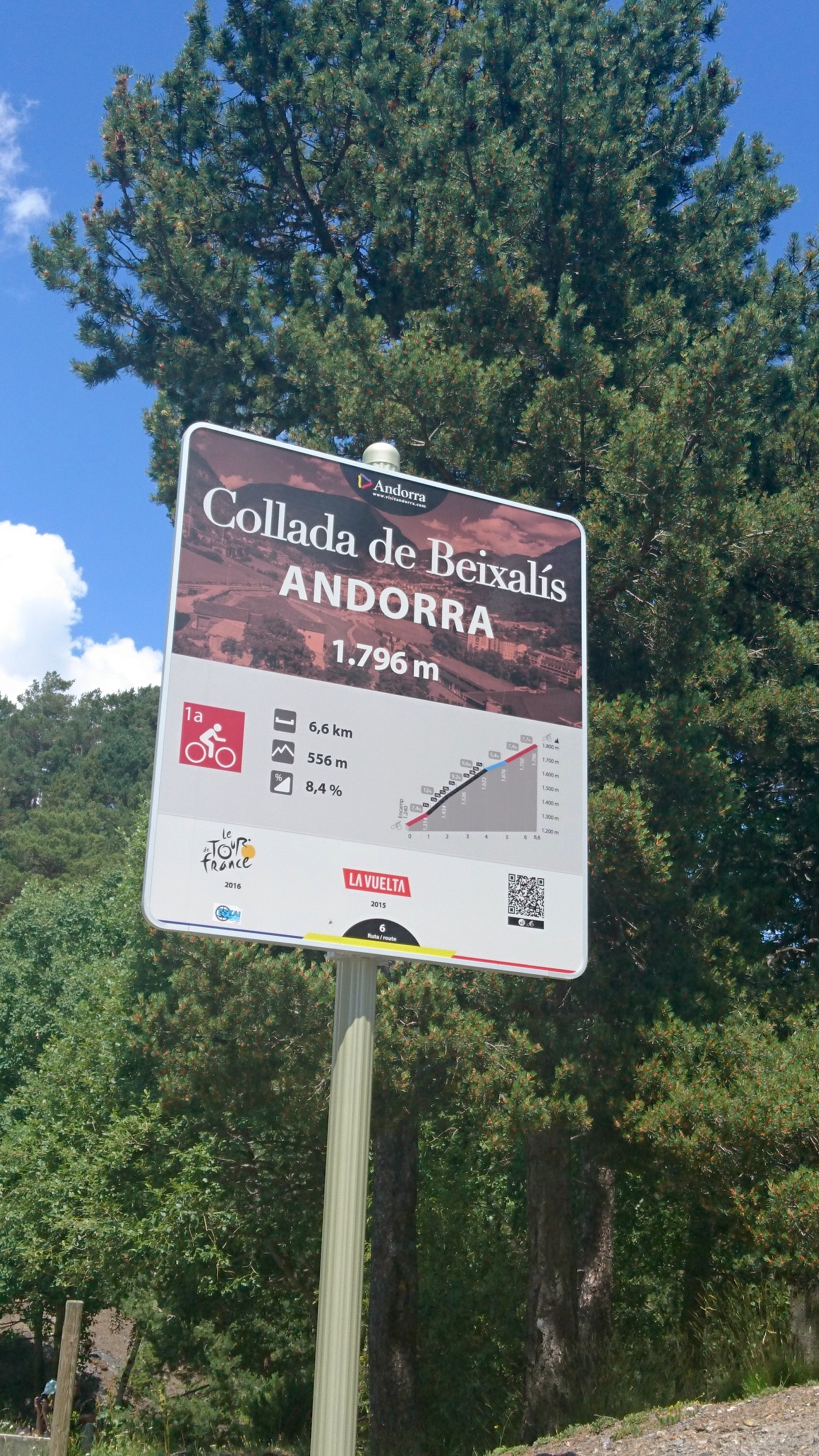
Signalétique au col de Beixalís.

Depuis Encamp, l'ascension est longue de 6,6 km avec un dénivelé positif de 556 m pour une pente moyenne de 8,4 %. Les pentes les plus sévères dépassent 10 %, avec un passage maximal à 16 % situé au niveau du village de Vila.
Depuis Anyós, l'ascension est longue de 8,6 km pour un dénivelé positif de 604 m, soit une pente moyenne de 6,7 %. Les pentes maximales sur ce versant atteignent 11 %.
Lors du passage des deux grands tours, le col avait été abordé depuis Encamp et classé en 1re catégorie.

### Tour de France
| Édition             | Étape                                  | Coureur en tête |
| ------------------- | -------------------------------------- | --------------- |
| Tour de France 2016 | 9e étape (Vielha - Arcalis)            | Thibaut Pinot   |
| Tour de France 2021 | 15e étape (Céret - Andorre-la-Vieille) | Sepp Kuss       |

### Tour d'Espagne
| Édition             | Étape                                                  | Coureur en tête |
| ------------------- | ------------------------------------------------------ | --------------- |
| Tour d'Espagne 2015 | 11e étape (Andorre-la-Vieille - Encamp)                | Omar Fraile     |
| Tour d'Espagne 2018 | 20e étape (Escaldes-Engordany - Collada de la Gallina) | Bauke Mollema   |